# Регау
Регау (нім. Rehau) — місто в Німеччині, розташоване в землі Баварія. Підпорядковується адміністративному округу Верхня Франконія. Входить до складу району Гоф.
Площа — 80,34 км2. Населення становить 9319 ос. (станом на 31 грудня 2020).

## Економіка
Основним роботодавцем міста є названа на його честь компанія REHAU, один з провідних світових виробників полімерів для будівництва і машинобудування.

## Галерея

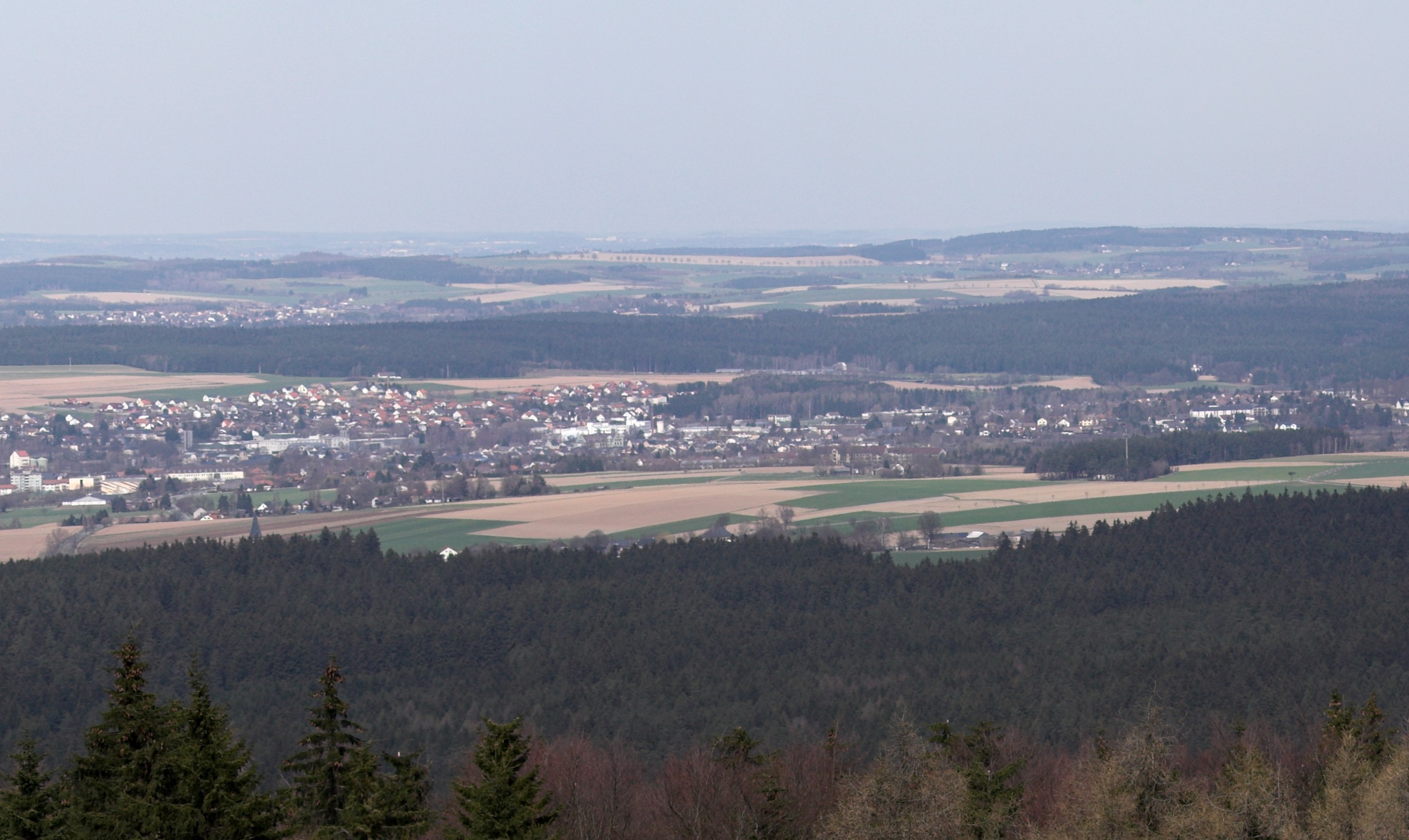
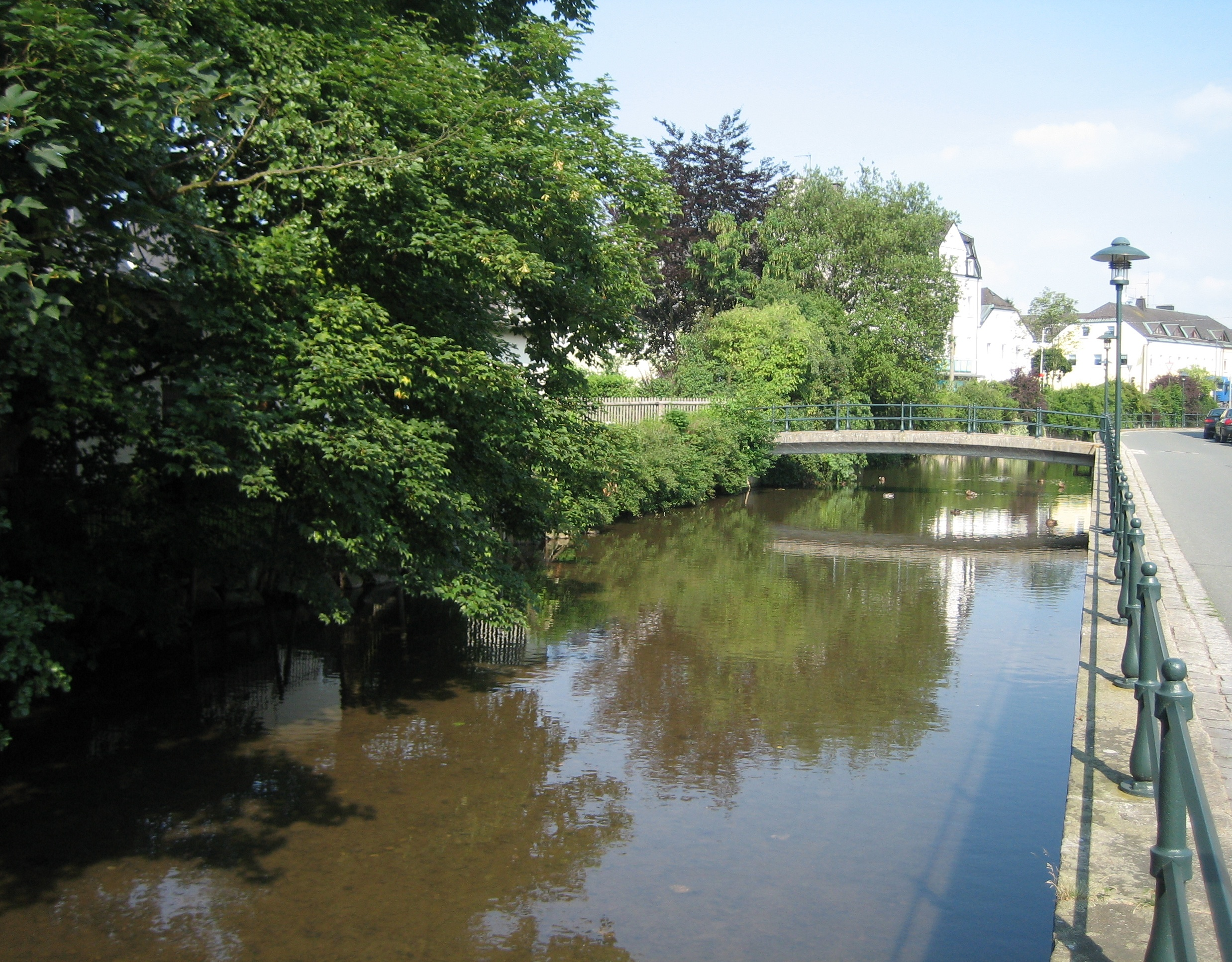
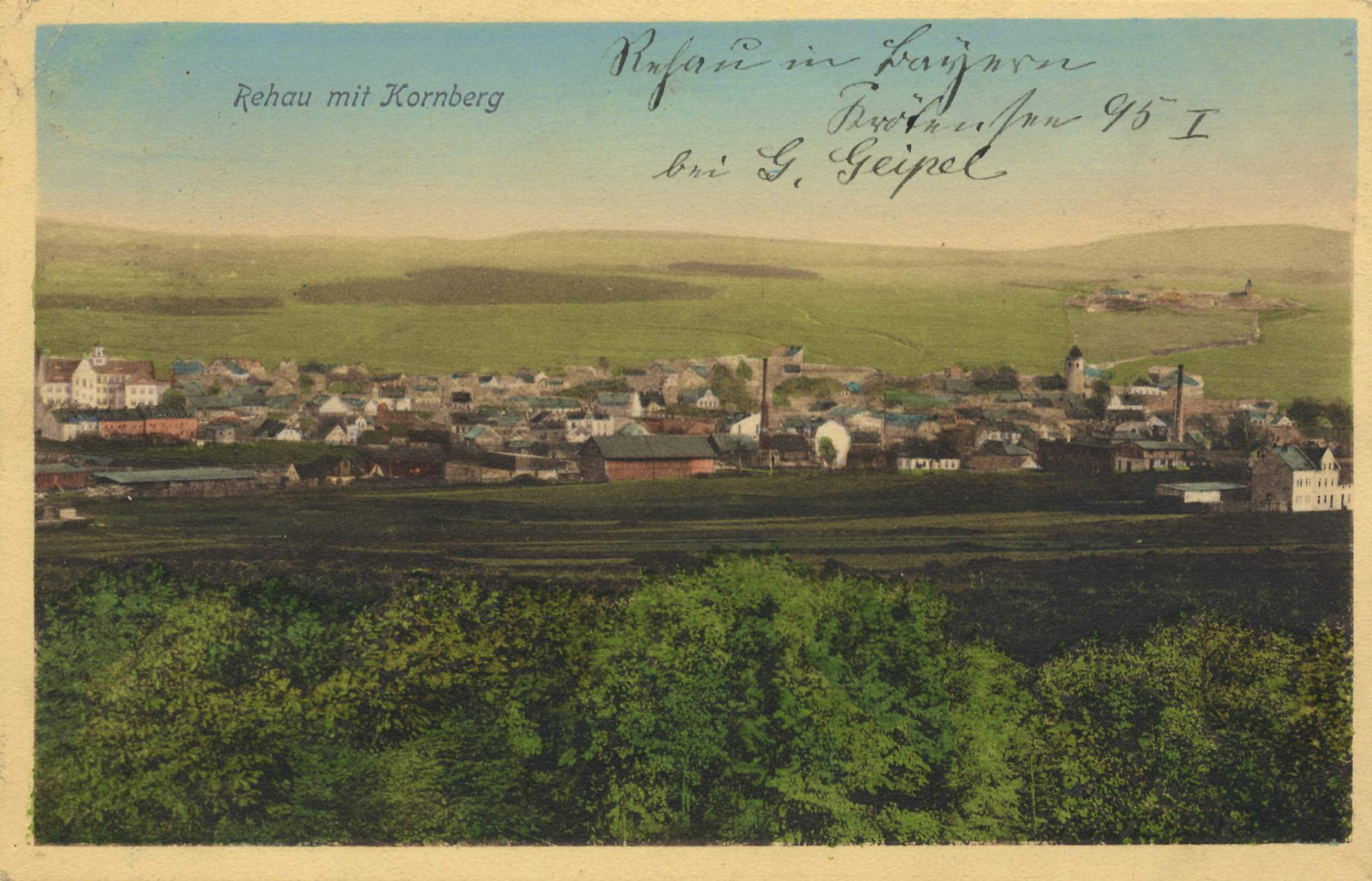
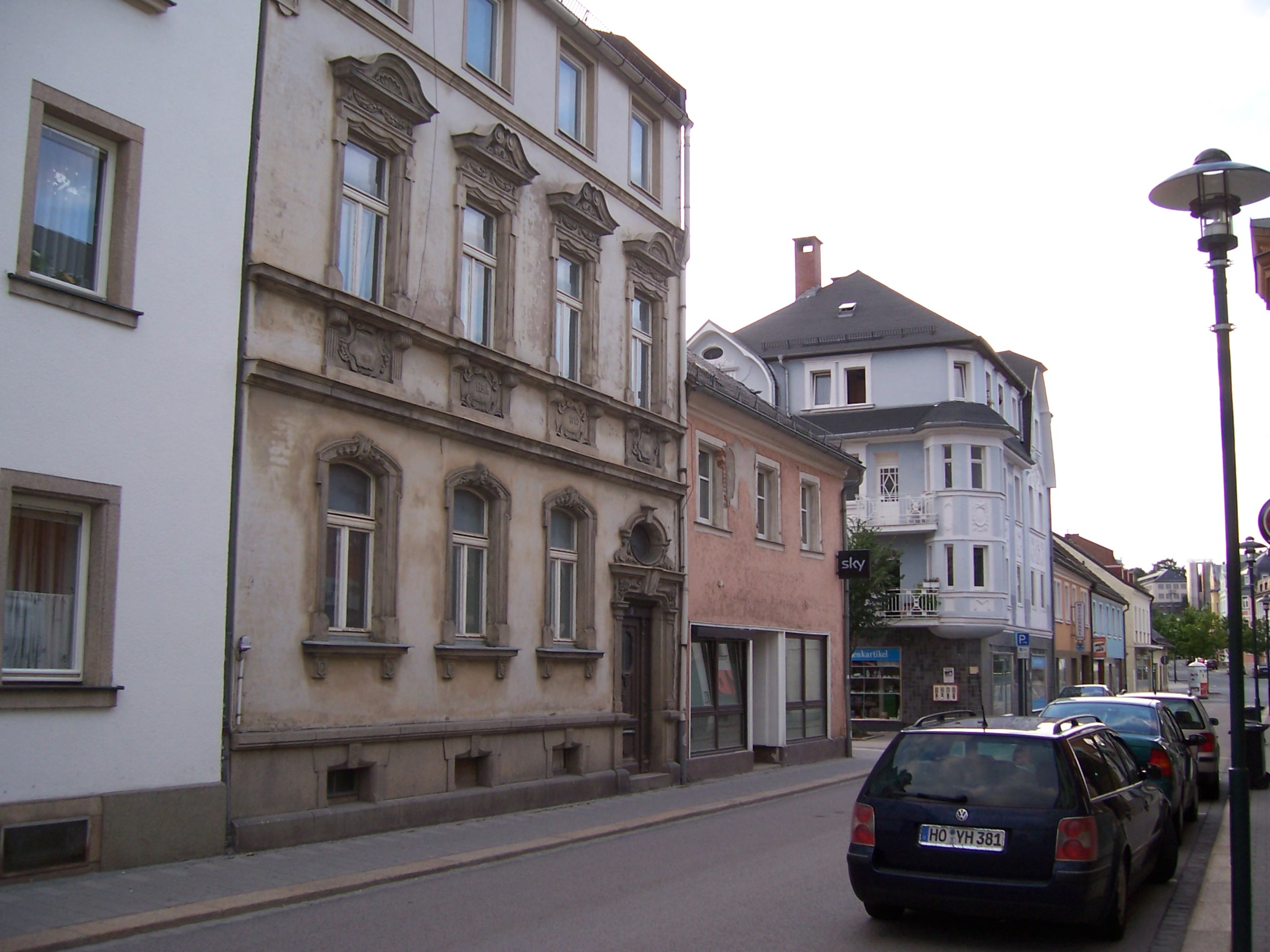
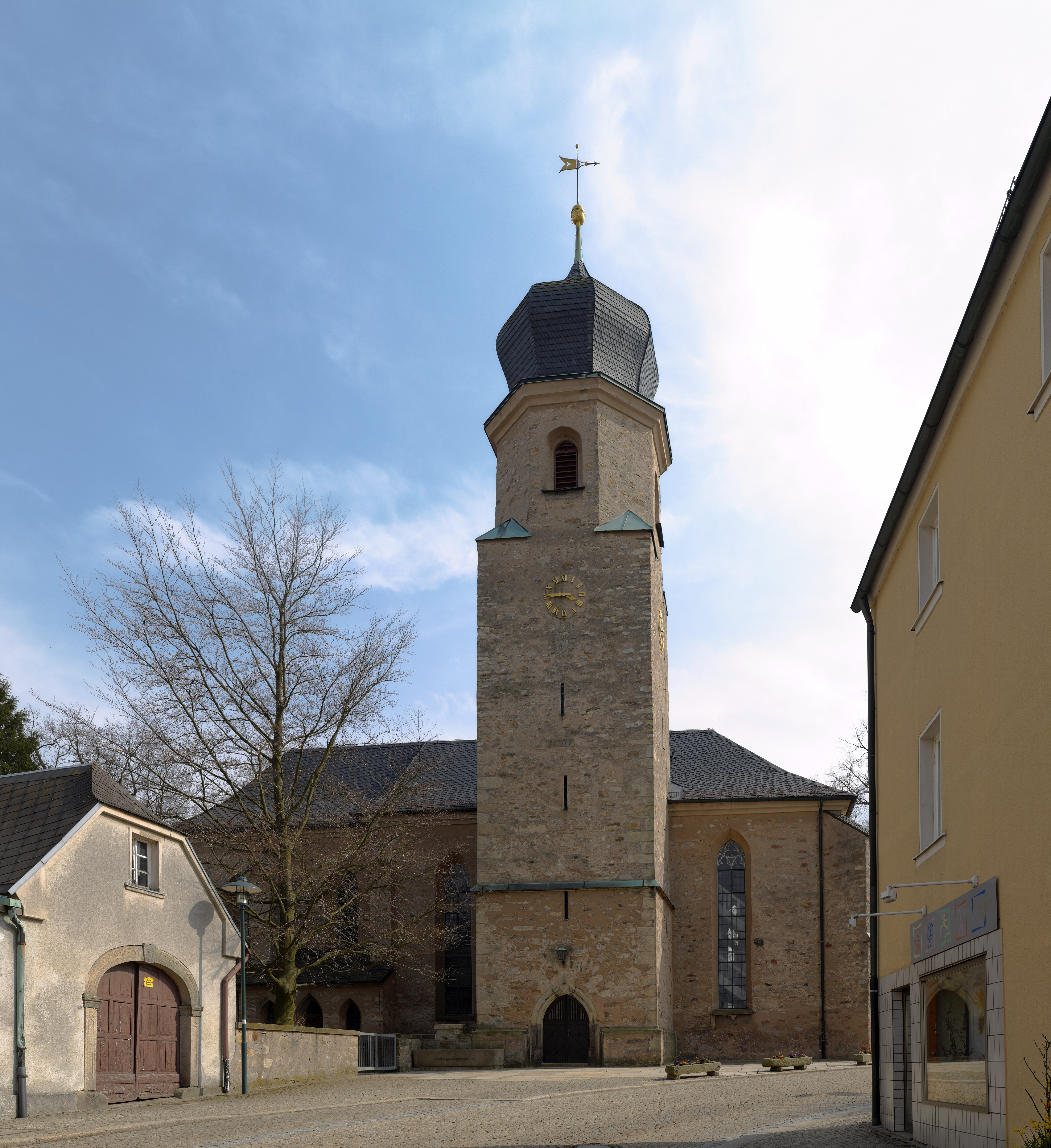
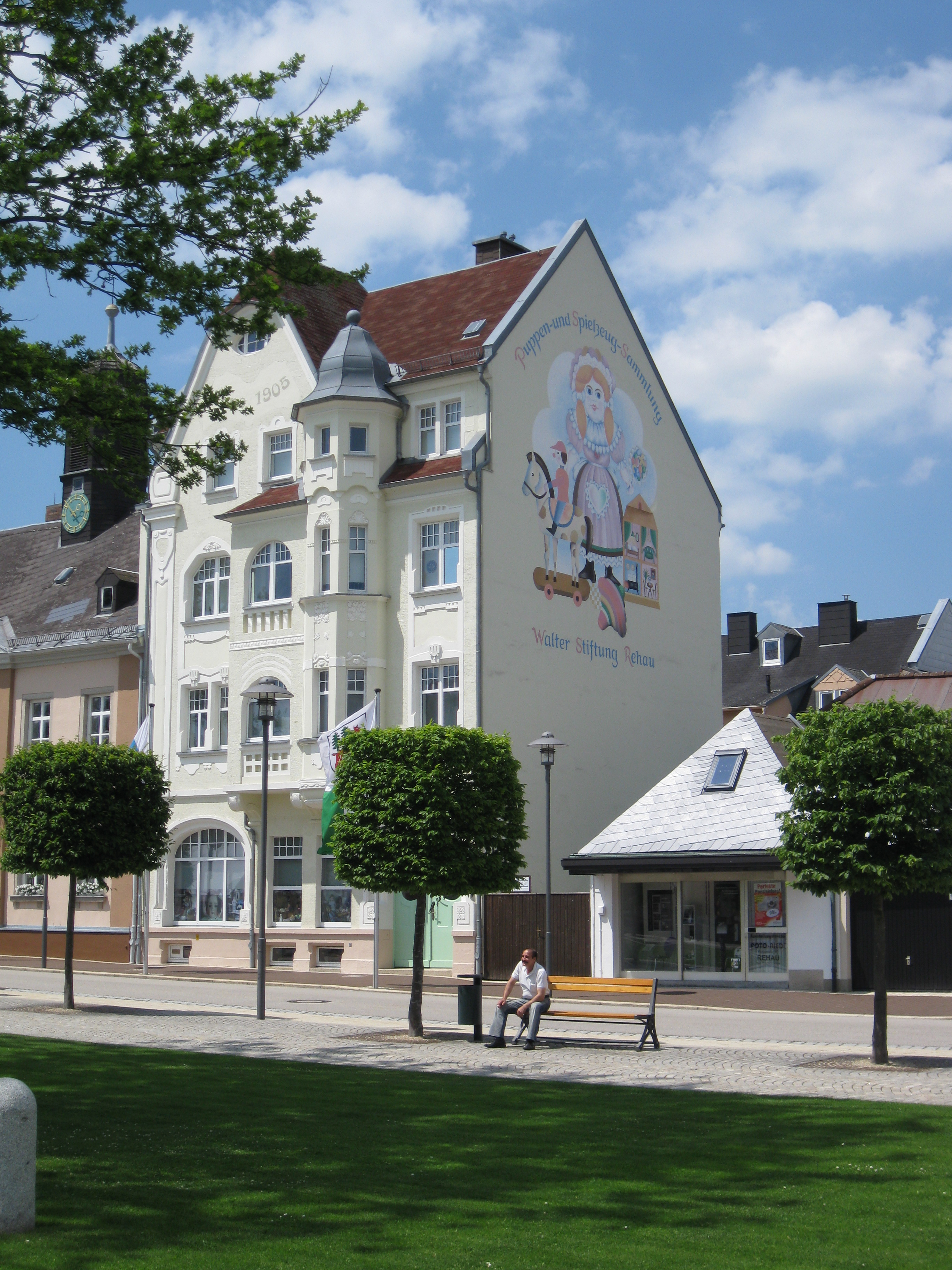